# هنری ام. جکسون
هنری ام. جکسون (به انگلیسی: Henry M. Jackson) سناتور سابق عضو حزب دموکرات ایالات متحده آمریکا بود. وی در سال ۱۹۵۳ تا ۱۹۸۳ میلادی سناتور ایالت واشینگتن در سنای ایالات متحده آمریکا بود.